# Río Vacas Heladas
Río Vacas Heladas är ett vattendrag i Chile.   Det ligger i regionen Región de Coquimbo, i den centrala delen av landet, 400 km norr om huvudstaden Santiago de Chile.
Omgivningarna runt Río Vacas Heladas är i huvudsak ett öppet busklandskap. Runt Río Vacas Heladas är det mycket glesbefolkat, med 4 invånare per kvadratkilometer.